# The Lion King (игра)
The Lion King (рус. Король Лев) — видеоигра, основанная на одноимённом мультфильме студии Диснея. Сюжет игры повторяет сюжет мультфильма: сначала приходится управлять молодым львёнком, который сражается с жуками и дикобразами, затем он растёт, враги становятся всё опаснее.

## Игровой процесс
Главным героем игры является львёнок, а после уровня Hakuna Matata — взрослый лев Симба. Симба обладает рядом присущих ему игровых способностей: он может бегать и прыгать на соответствующие выступы и платформы. Он умеет кувыркаться, сбивая своих противников. Также Симба может рычать, ввергая врагов в состояние оцепенения (на некоторое время они замирают), либо это средство может убивать обезьян на седьмом уровне. Во время игры Симбе предстоит часто перепрыгивать различные обрывы и пропасти, он может цепляться за их края. С какой бы высоты Симба не упал, он не разобьётся. По большому счёту среди возможностей Симбы имеются прыжок, бег, кувырок, рычание, удар лапой (во взрослом состоянии).
Игра состоит из 10 уровней, среди которых джунгли, скалы, а также водопад; для создания атмосферы в каждом из них использовалась музыка из мультфильма. Кроме того, Симбе предстоит прокатиться на страусе, сразиться с гиенами и убегать от стада антилоп гну. В игре есть бонус-уровни, на которых игрок управляет другими персонажами — Тимоном или Пумбой — и собирать съедобных жуков разных цветов.

## Разработка
На многие особенности игрового дизайна The Lion King повлияла ранее выпущенная тем же издателем игра Disney’s Aladdin. Разработчикам были доступны исходный код и инструментарий, которые использовались при создании Disney’s Aladdin, однако заимствованы были только некоторые идеи. Высокая сложность игры и особенно её первых уровней была сознательным дизайнерским решением — в это время в США существовал активный рынок проката игр через сервисы наподобие Blockbuster, и компания Disney требовала, чтобы игра «удерживала» игроков на протяжении достаточно долгого времени; если бы игру можно было пройти быстро, игроки предпочитали бы брать игры на короткое время напрокат, а не покупать. В 2014 году продюсер игры Луис Касл извинился за завышенную сложность игры перед игроками в видео Devs Play.
Всю графику для этой игры рисовали художники, которые работали и над одноименным мультфильмом.

## Различные версии игры

Скриншот из версии игры для PC

### Версия для NES
В созданной с нуля версии для игровой приставки NES, которая является официальной, игра хоть и напоминает расстановкой уровней и общей канвой сюжета версии для Mega Drive и SNES, однако качественно сильно отличается от них и была выпущена только в Европе.
Имеется и неофициальная, портированная с Mega Drive версия на NES, отличающаяся от оригинальной улучшенной графикой, управлением и отсутствием нескольких уровней — Lion King от «Super Game».
Также в играх для NES предусмотрен режим бессмертия, для активации которого нужно дождаться нападения любого врага и в момент нападения постоянно смотреть вверх. После ряда нападений Симба становится бессмертным. В случае если этого момента не дождаться (от 5 до 15 нападений или 30–50 секунд) и перестать смотреть вверх, то Симба тут же погибает. После обретения бессмертия опасность представляют только падения в бездну.